# Coppa Placci 1988
La Coppa Placci 1988, trentottesima edizione della corsa, valida come campionato nazionale in linea, si svolse il 26 giugno 1988 su un percorso di 275,2 km. La vittoria fu appannaggio dell'italiano Pierino Gavazzi, che completò il percorso in 7h21'24", precedendo i connazionali Giuseppe Saronni e Maurizio Fondriest.
Sul traguardo di Imola i corridori che tagliarono il traguardo furono 46.

## Ordine d'arrivo (Top 10)
| Pos. | Corridore                | Squadra                | Tempo    |
| ---- | ------------------------ | ---------------------- | -------- |
| 1    | Pierino Gavazzi          | Fanini-Seven Up        | 7h21'24" |
| 2    | Giuseppe Saronni         | Del Tongo-Colnago      | s.t.     |
| 3    | Maurizio Fondriest       | Alfa Lum               | s.t.     |
| 4    | Alberto Volpi            | Gewiss-Bianchi         | s.t.     |
| 5    | Massimo Ghirotto         | Carrera-Vagabond       | s.t.     |
| 6    | Edoardo Rocchi           | Selca-Conti-Ciclolinea | s.t.     |
| 7    | Gianbattista Baronchelli | Pepsi Cola-Alba Cucine | s.t.     |
| 8    | Marco Vitali             | Atala-Ofmega           | s.t.     |
| 9    | Stefano Giuliani         | Château d'Ax Salotti   | s.t.     |
| 10   | Silvano Contini          | Malvor-Sidi            | s.t.     |